# Гёц, Карл
Карл Ксавер Гёц (нем. Karl Xaver Goetz; 28 июня 1875 — 8 сентября 1950) — немецкий гравёр.

## Биография
Начал изучать гравёрное дело в возрасте 13 лет в качестве подмастерья, и до 1897 побывал в Аугсбурге, Дрездене, Лейпциге, Берлине и Дюссельдорфе. Затем был в Утрехте, после чего на 5 лет переехал в Париж, прежде чем приехать в Мюнхен в 1904, где он жил до своей смерти. Был членом Ассоциации художников Мюнхена и нумизматической ассоциации. 27 апреля 1912 женился на Маргарете Штангль Гёц (нем. Margarete Stangl Goetz). В браке родились трое детей: Гвидо, Брунгильда и Гертруда.

### Работы
В 40 лет работы сделал в общей сложности 633 гравюры и медали. Ранние работы в довоенный период в Париже часто создавались в стиле французского модерна, особенно портреты людей среднего класса, такие как врачи, промышленники и церковные деятели. Эти медали считаются художественно самыми ценными, но теперь менее известны, чем его более поздние пропагандистские работы.